# Ib Larsen
Ib Ivan Larsen, danski veslač, * 1. april 1945, Kongens Lyngby.
Larsen je za Dansko nastopil v dvojcu brez krmarja, ki je na Poletnih olimpijskih igrah 1968 v Mexico Cityju osvojil bronasto medaljo. 